# Viasat Golf
Viasat Golf er en nordisk sportskanal ejet og udsendt af Viasat. 
Kanalen sender golf 24 timer i døgnet. Viasat Golf skal bestillest separat udenom Viasats kanalpakker.
| Fjernsyn | Spire Denne artikel om en tv-kanal er en spire som bør udbygges. Du er velkommen til at hjælpe Wikipedia ved at udvide den. |